# Brother (canção)
Brother é a faixa que abre o EP Sap (1992) da banda de rock Americana Alice in Chains. É a primeira canção cantada primariamente pelo guitarrista Jerry Cantrell. Também conta com a participação de Ann Wilson da banda Heart fazendo backing vocals.

## Origem
Jerry Cantrell, sobre a canção, do encarte do box-set Music Bank de 1999: 
| “ | A minha [família] foi uma família divorciada. Eu era o irmão mais velho e nós tínhamos uma irmã, Cheri, no meio. Como você sabe, quando você é um garoto não há jeito de você querer andar por aí com seu irmão quatro anos mais novo. Você tomará conta dele se alguém está tentando bater nele, mas fora isso você não tá nem aí. Eu acho que eu fui muito duro com ele, especialmente sem meu pai por perto. David não tinha ninguém, ele foi embora para morar com meu pai e nós não nos vimos muito por uns bons 6 ou 7 anos. Essa canção foi sobre o tempo que nós estivemos longe, e como “Rooster” foi sobre meu pai, foi uma forma de tentar construir uma ligação. | ” |

## Créditos
- Jerry Cantrell – vocal principal, guitarra
- Ann Wilson – vocal de apoio
- Mike Starr – baixo
- Sean Kinney – bateria